# Hugo Gjanković
Hugo Gjanković (Buzet, 18. rujna 1893. – Dubrovnik, 14. svibnja 1981.), hrvatski liječnik, kirurg i ginekolog

## Životopis
Rođen u Buzetu. U Beču je studirao medicinu. Doktorirao je 1920. godine. Specijalizirao ginekologiju i kirurgiju. U Beču se zaposlio na ginekološkoj klinici, a od 1922. suradnik je novonastalog odjela za kirurgiju na Medicinskom fakultetu Sveučilišta u Beču. Od 1922. radi na zagrebačkoj Kirurškoj klinici.
Zbog političkih je razloga tijekom Drugog svjetskog rata preselio na kiruršku kliniku u Sarajevu. Sveučilišni je profesor na zagrebačkoj klinici od 1947., a od 1952. do 1953. obnašao je dužnost predstojnika. Od 1953. je u Dubrovniku, gdje vodi kirurški odjel bonice sve do 1961. godine.
Smatra ga se jednim od osnivača suvremene kirurgije u Hrvatskoj. Autor je prvih hrvatskih udžbenika iz opće kirurgije i kirurške propedeutike. Osnivač je i urednik prvoga hrvatskoga časopisa Acta chirurgica. Osnovao ga je 1950. godine. Članke objavio i u Liječničkom vjesniku. Autor više članaka Medicinske enciklopedije Leksikografskog zavoda.
Uže područje Gjankovićeva interesa bila je kirurgija peptični ulkus te liječenje raka dojke kirurškim putem.
Bio je članom Hrvatskog liječničkog zbora.
Bogata dubrovačka povijest inspirirala ga je te je objavio je nekoliko radova iz dubrovačke medicinske prošlosti. Radove iz ovog područja objavio je u mnogim časopisima među kojima su Dubrovnik i Naše more.
Oženio je Gretu, Židovku koja je u prvom braku bila udata za Adolfa Bresslauera. Prema svjedočenju Mirjane Gross, Hugova supruga Greta izmolila je nadbiskupa Stepinca neka izda lažan rodni list njezinu sinu Danu (r. 1925.). U listu bi pisalo da je Danov otac Gjanković, a ne Bresslauer, čime bi bio dijete iz mješovitog braka i time spašen. Gretinoj je molbi Stepinac te je Gretin sin Dan Bresslauer postao Gjanković.

## Izabrana djela
- Nauka o zavojima: priručnik s 363 originalne ilustracije. Zagreb, Medicinska knjiga, 1976.
- Hugo Gjanković, Sreten Bošković: Dijagnoza u opštoj hirurgiji. Svjetlost, Sarajevo 1988. ISBN 8601022464

## Vanjske poveznice
- WorldCat
- Knjižnica FOI Hugo Gjanković, članci u časopisima
- Billiongraves